# Lađana
Lađana (cyr. Лађана) – wieś w Czarnogórze, w gminie Pljevlja. W 2011 roku liczyła 54 mieszkańców.